# Rijnsburgse Boys
Rijnsburgse Boys é um clube holandês de futebol de Rijnsburg, na Holanda. Foi fundado em 24 de março de 1930 e disputa a Topklasse, o terceiro nível do futebol holandês. Manda seus jogos no estádio Sportpark Middelmors, que tem capacidade para 6.100 espectadores.

## Elenco
Temporada 2010/2011

Nota: Bandeiras indicam equipe nacional, conforme definido pelas regras de elegibilidade da FIFA. Os jogadores podem ter mais de uma nacionalidade não-FIFA.
| N.º |               | Posição | Jogador               |
| --- | ------------- | ------- | --------------------- |
|     | Países Baixos | G       | Martijn Zwaan         |
|     | Países Baixos | G       | Tim Orlowski          |
|     | Países Baixos | G       | Richard van Nieuwkoop |
|     | Países Baixos | D       | Jos van Beuningen     |
|     | Países Baixos | A       | Thijs Haselhoff       |
|     | Países Baixos | M       | Bart Freke            |
|     | Países Baixos | A       | Joost Kuhlmann        |
|     | Países Baixos | M       | Kevin Winter          |
|     | Países Baixos | D       | Ronald Breinburg      |
|     | Países Baixos | D       | Dennis Groot          |
|     | Países Baixos | M       | Danny van der Vijver  |

| N.º |                     | Posição | Jogador          |
| --- | ------------------- | ------- | ---------------- |
|     | Países Baixos       | A       | Martijn Gootjes  |
|     | Países Baixos       | M       | Peter Freke      |
|     | Países Baixos       | D       | Bennie van Noord |
|     | Países Baixos       | D       | Scott de Mooij   |
|     | Países Baixos       | M       | Mustafa Celen    |
|     | Países Baixos       | D       | Sergio de Windt  |
|     | Países Baixos       | A       | André van Egmond |
|     | Países Baixos       | M       | Raymond Kolder   |
|     | Países Baixos       | M       | Resham Sardar    |
|     | Antilhas Holandesas | A       | Richal Leitoe    |